# .kp
Észak-Korea internetes legfelső szintű tartomány kódja. 2007. szeptember 24-én hozták létre. A Korea Computer Center üzemelteti.